# Канон (культура)

«Библиотека всемирной литературы»

Культурный канон — совокупность важнейших проявлений какой-либо культуры, считающихся основополагающими, фундаментальными для данной культуры.
Понятие культурного канона довольно часто употребляется по отношению к литературе. Примерами литературного канона могут служить издававшаяся в советское время «Библиотека всемирной литературы» или список литературы, обязательной для изучения в школе.
В Дании официально утверждён датский культурный канон, включающий 108 произведений искусства.